# Eupithecia griseimarginata
Eupithecia griseimarginata är en fjärilsart som beskrevs av De la Harpe 1853. Eupithecia griseimarginata ingår i släktet Eupithecia och familjen mätare. Inga underarter finns listade i Catalogue of Life.